# Petri-Kirche (Niendorf-Ostsee)
Die Petri-Kirche der Ev.-Luth. Kirchengemeinde Niendorf Ostsee befindet sich im Zentrum des Ortes Niendorf der Gemeinde Timmendorfer Strand. Sie wurde zwischen 1898 und 1899 errichtet.

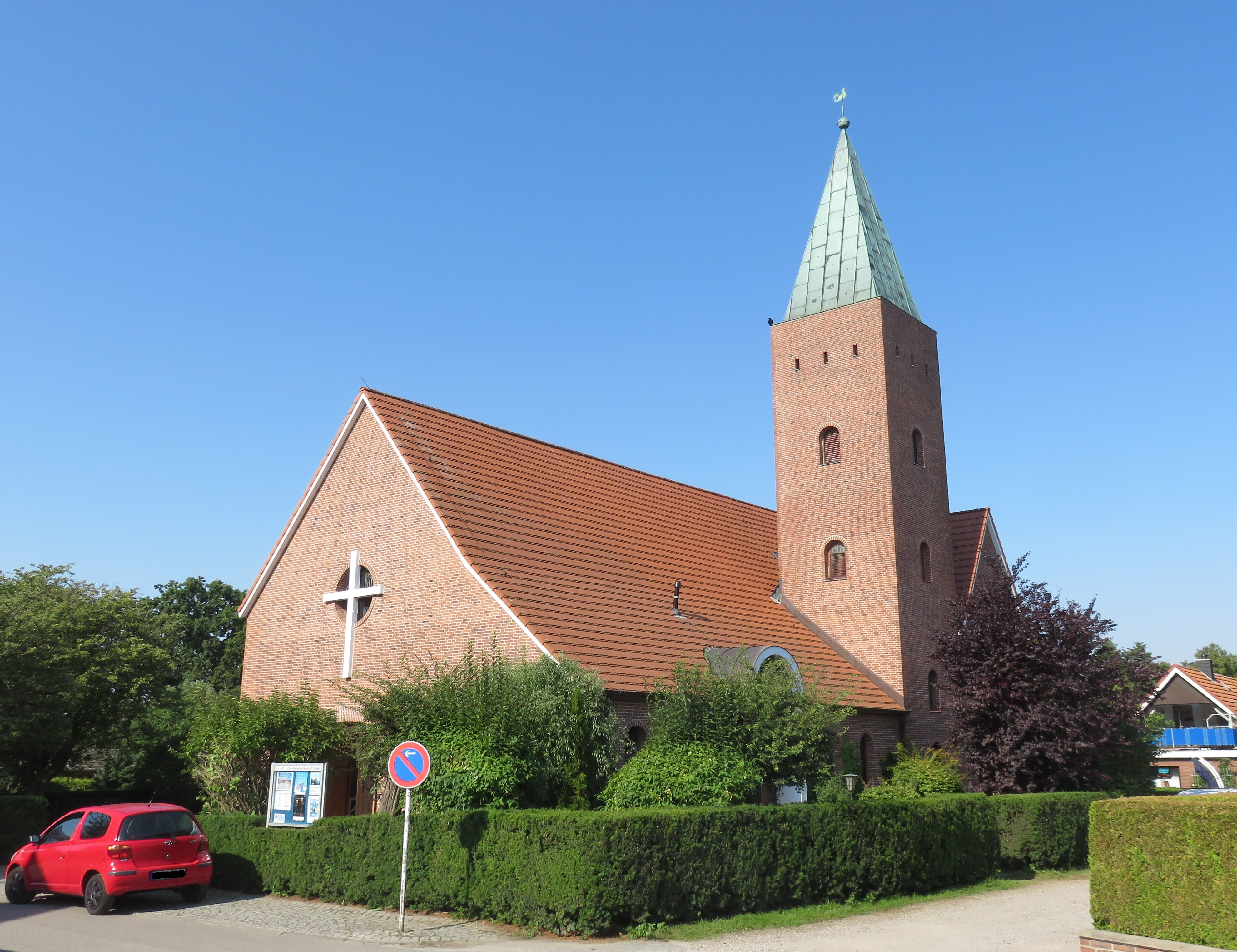
Petri-Kirche

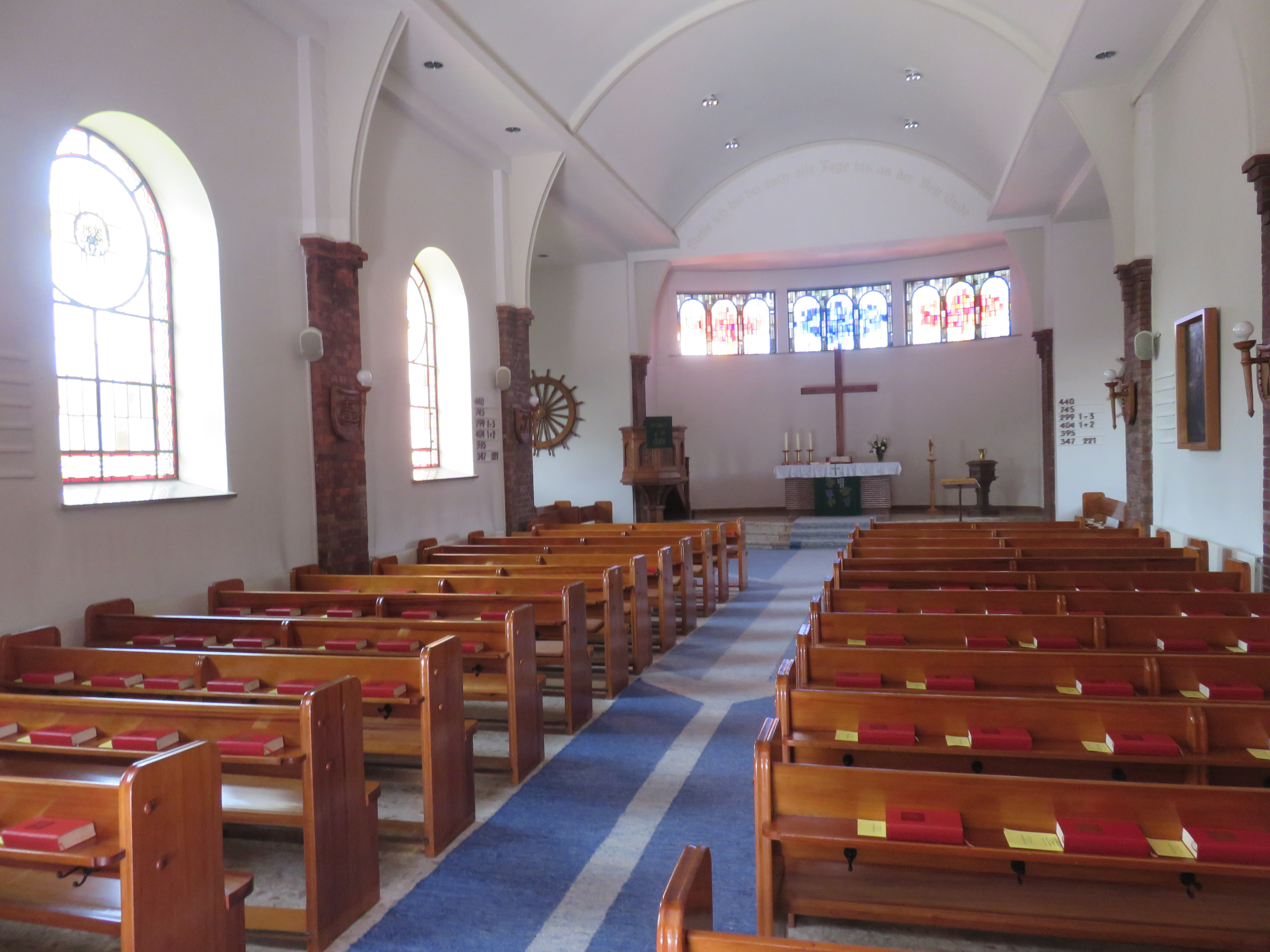
Petri-Kirche 2015

## Geschichte
Mit dem erhöhten Zustrom von Sommergästen nach Niendorf an der Ostsee Ende des 19. Jahrhunderts bestand ein zunehmender Bedarf für eine kirchliche Betreuung der Anwohner und Feriengäste. Seit 1873 gehörte Niendorf noch zur evangelischen Kirchengemeinde Travemünde ohne eine eigene Kirche.
1898/99 war Leopold Friedrich Ranke, Hauptpastor von St. Marien zu Lübeck, Hauptinitiator für eine eigene Niendorfer Kirche. Für den Bau der Kirche führte er Sammlungen durch, blieb aber auf einer Bauschuld von 4.400 Mark sitzen. Der Lübecker Senator Heinrich Leo Behncke übernahm die Hälfte der Schuld, der Rest wurde über eine Kollekte eingesammelt. Friederike Sydow, eine Hamburger Kaufmannsfrau, stiftete das Grundstück. Aus praktischen Gründen ließ Leopold Friedrich Ranke sich im Grundbuch eintragen und wurde damit Eigentümer der Kirche.
Von dem Lübecker Architekten Gustav Schaumann wurde die Petri-Kirche im neuromanischen Stil entworfen und von dem Zimmermeister Hardt und dem Maurermeister Hargus erbaut. Am 12. August 1898 erfolgte die Grundsteinlegung, eingeweiht wurde die Kirche am 10. August 1899, jedoch noch ohne Glocken.
Damit die Kirche in den Besitz der Gemeinde übergehen konnte, wurde 1912 eine eigene Kapellengemeinde Niendorf geschaffen, zu der auch die Dörfer Häven und Warnsdorf gehörten. Die Gottesdienste hielten Geistliche aus Ratekau. Die beiden gedrechselten Schiffssteuerräder und die geschnitzten Wandleuchter in der Kirchen sind Arbeiten verwundeter Soldaten, die während des Zweiten Weltkriegs Patienten in den in Niendorf eingerichteten Lazaretten waren.
Eigenständig innerhalb der Evangelisch-Lutherischen Landeskirche Eutin wurde die Kirchengemeinde erst im Jahr 1946, als die Gemeinde durch den Zuzug von Flüchtlingen und Vertrieben stark gewachsen war. Am 5. Mai 1947 trat mit Pastor Heinz Deiseroth der erste Ortsgeistliche seinen Dienst an der Petri-Kirche an. 1956 erhielt die Kirche eine kleine Kemper-Orgel und 1959 drei Glocken, die in der Wilhelmshütte im Harz gegossen wurden. 1964 wurde das Kirchengebäude durch den Bau eines Querschiffes und eines größeren Vorraumes von 50 auf 150 Plätze erweitert, der Glockenturm wurde auf 30 Meter erhöht.
Die Ev.-Luth. Kirchengemeinde Niendorf Ostsee umfasst die Ortschaften Niendorf, Häven und Warnsdorf mit ca. 1.200 Gemeindemitgliedern.

## Orgel

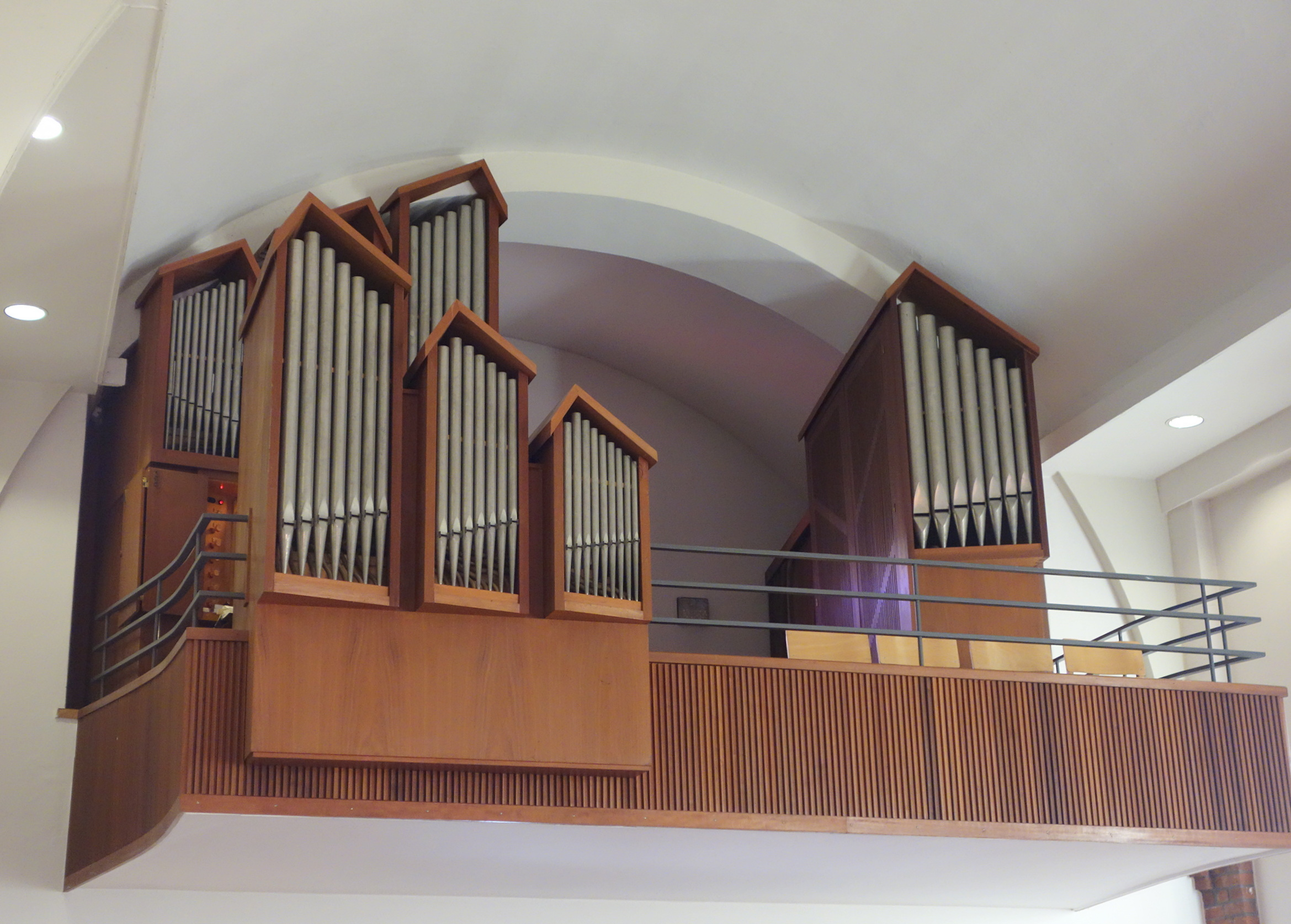
Kemper-Orgel 2016

Die von der Lübecker Orgelbaufirma Kemper im Jahr 1956 erbaute Niendorfer Orgel, wurde – wie andere in der Nachkriegszeit erbaute Orgeln – noch aus minderwertigem Material erstellt. 1965 wurde die „Kleine Kemper-Orgel“ durch die „Große Kemper-Orgel“ ersetzt. Nach jahrelangen Einsatz musste sie vier Mal im Jahr nachgestimmt werden, da sie fast nur gedackte Pfeifen besaß, die sich nur schwer stimmen ließen.
2002 entschied der Kirchenvorstand in den Neubau der Orgel zu investieren. Mit dem Orgelneubau wurde die Orgelbaufirma Ahrend in Leer (Ostfriesland) beauftragt. Hierfür musste für die Orgel die Empore der Kirche umgebaut werden. Die durch Spenden finanzierte Orgel wurde am 30. September 2023 eingeweiht. Sie besteht aus 780 Pfeifen, die in 13 stehenden Registern angeordnet sind.

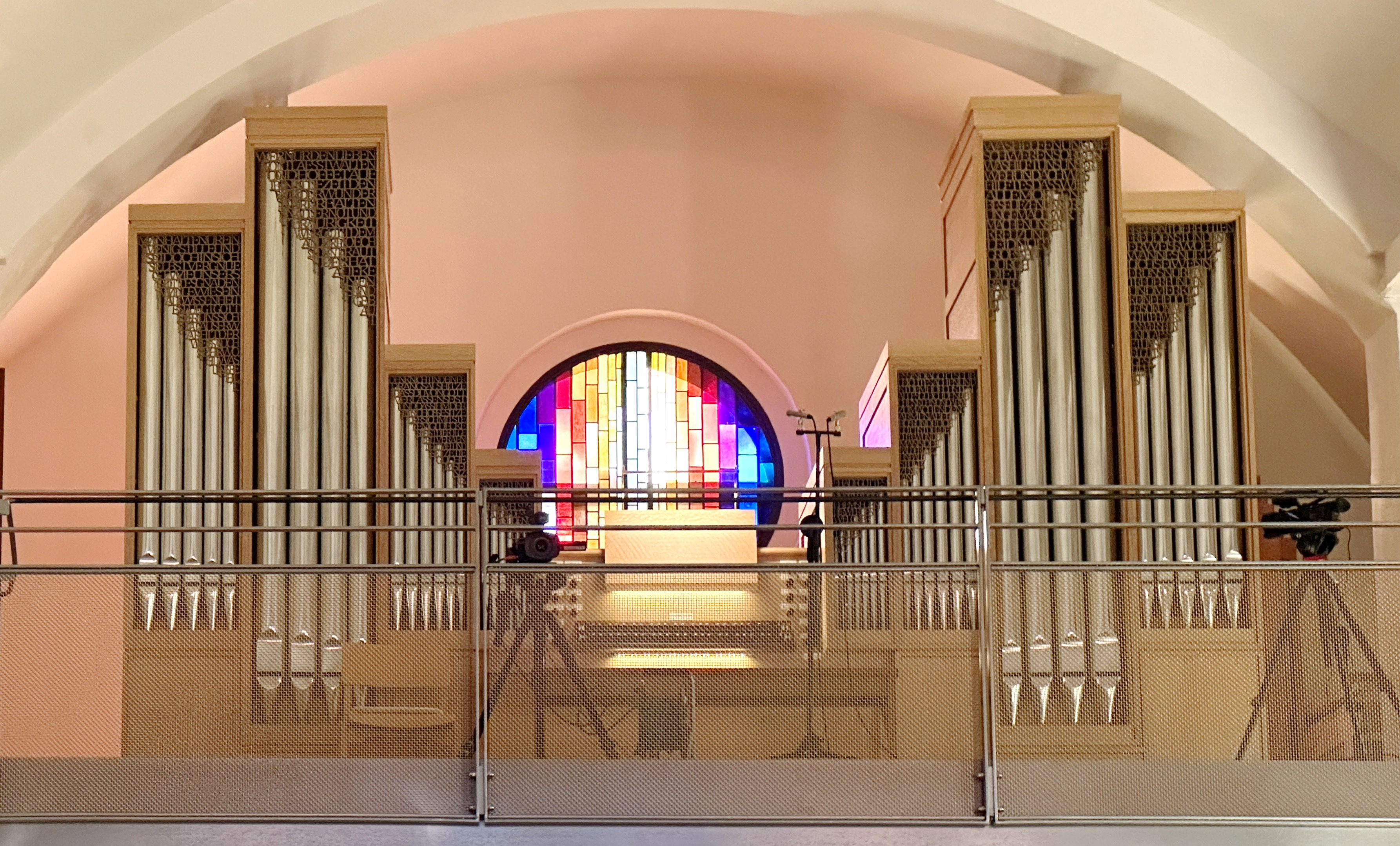
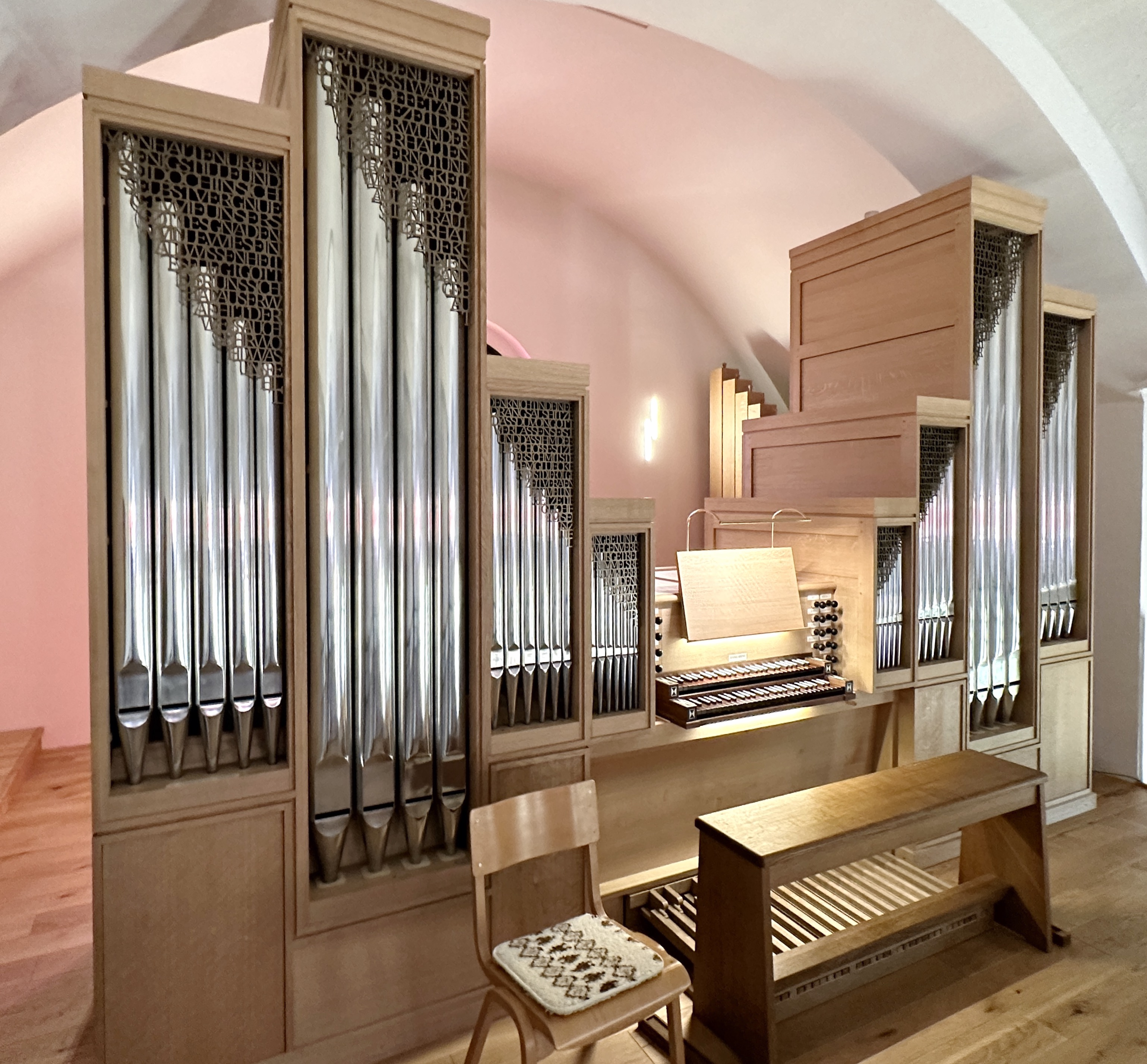
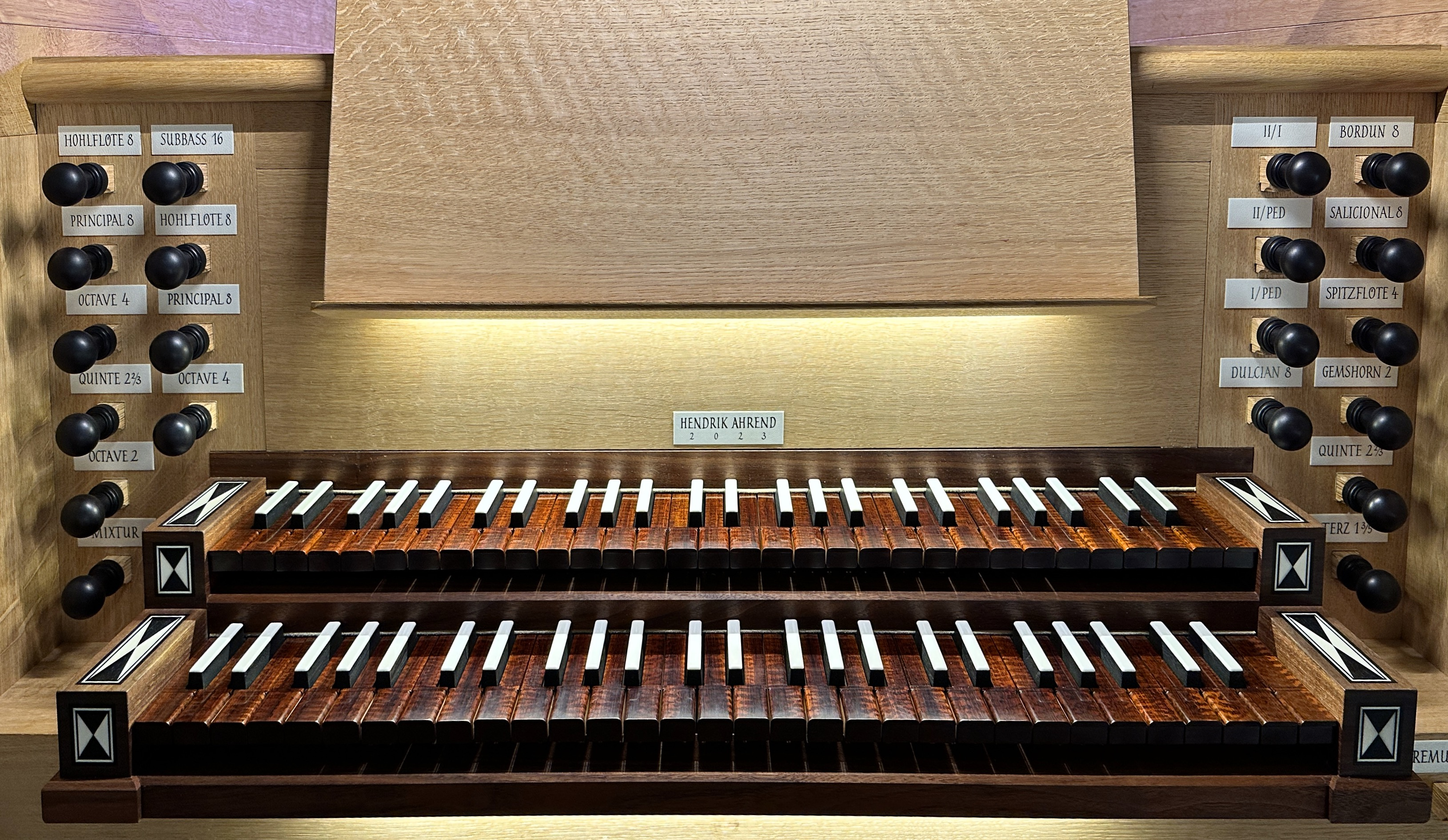

Ahrend-Orgel 2023